# 小野敏洋
小野 敏洋（おの としひろ、1965年2月27日 - ）は、日本の漫画家、同人作家。男性。愛知県出身。
商業誌デビューは、さくまあきらが新人漫画家発掘の為に創刊した『マンガハウス』。1991年、「ヤドカリくん」で第22回藤子不二雄賞受賞。1992年、「ゼルダの伝説外伝 クオークと妖精女王（フェアリークイーン）」で『別冊コロコロコミック』（小学館）からデビュー。

## 人物
- 自画像の多くが、ダンボール箱（多くはみかん箱）を被り、裸顔で半纏（はんてん）を着て無精ひげを生やした2頭身くらいの男の姿で描かれる。復刊された作品のあとがきなどでは、みかん箱が変形したロボットの姿もある。
- 少年漫画と青年漫画では「小野敏洋」（あるいは「おのとしひろ」）名義で活動している。
  - 成人向け漫画の執筆と同人活動における他のペンネームとして「上連雀三平（かみれんじゃくさんぺい）」。その他にも、「斉藤まゆり」（あるいは「さいとうまゆり」）「鈴木柾道」「グルマン笹塚」「ジンバブエ伊東」等の別名義を表記している。
- 2007年11月に「廃業」との表現で、上連雀名義での活動を停止することをmixiの自らのページで発表したが、しばらくのブランクのあと、上連雀名義での執筆活動は再開された。
- 2008年2月に上連雀名義で「わたしを有明につれてって!」の単行本が発売され、同月24日に小野敏洋と上連雀三平の「合同サイン会」がコミックとらのあな秋葉原本店で開催された。このイベントでは小野敏洋本人とは別に、自画像のようにダンボール箱を頭にかぶった「上連雀三平とされる人物」が登場。上連雀は廃業したことになっているのでサインは小野が代わりに書き、上連雀（役の人物）は素顔を見せず、喋らないという演出で行われた[5]。

### 同人作家及び成年向け作家としての作風
- 『バーコードファイター』に登場する男の娘（女装美少年）・有栖川桜を主人公にした成人向け同人誌（コピー誌）を極少部数作ったのが、上連雀名義での成年向け漫画創作のきっかけとされる。
- 作風の特徴としては、日常的に性行為が行われる倒錯した世界観を描くことが多い。
- 成年向け漫画の代表作には、『アナルジャスティス』、『となりの精液さん』などがあり、男性向けを中心にロリショタ、ふたなり系統にも手を伸ばしている。また、前述の有須川桜は『アナルジャスティス』『アナルエンジェル』にもスピンオフ（IFの物語）に近い形で登場している。
- 小学生・中学生・ペニス・声優をこよなく愛している。「清水愛の腕の太さは子供2人を抱えて育てた母親の証」など、実在の声優を元にしたネタなども多く、作品の登場人物は特定の声優がモデルになっていることもある。ちなみに、モデルとなった浅野真澄とツイッターを通じ交流を持ち、浅野本人からモデル化公認を得た。

## 作品リスト

### 小野敏洋名義・おのとしひろ名義

#### 漫画
- やってRUNAWAY
- プロジェクトA子2 大徳寺財閥の陰謀
- ガルフォース2 プラネット・オブ・ジ・アーク（全1巻）
- ショッカーO野の熱血ヒーロー日記（全1巻） - 大野浩との共著。
- バーコードファイター（全5巻） - 『月刊コロコロコミック』掲載。単行本はてんとう虫コミックスから全5巻で刊行された
  - バーコードファイター復刻版（全2巻） - 復刊ドットコムを通してブッキングから上下巻で刊行された復刻版。
- 太陽の少女インカちゃん（全2巻） - 『コミック電撃大王』掲載。
- 電撃!ピカチュウ（全4巻） - 『別冊コロコロコミック』掲載。1作品のみ『ハイパーコロコロ春号』に掲載された。原作：田尻智・石原恒和。アニメ版『ポケットモンスター』を原作としており、海外でも刊行された。
- 甲殻機神ヤドカリくん（全1巻） - 『コロコロコミック』掲載。連載時のタイトルは第3話まで「貝造戦士（かいぞうせんし）ヤドカリくん」、それ以降は「貝造戦士（シェルファイター）ヤドカリくん」。単行本はてんとう虫コミックスペシャル版以外に、ブッキングによって藤子不二雄賞受賞作品を加えて復刊されたものもある。
- 熱筆!まんが学園!!（全2巻）（作：飯塚裕之）
- 星界の紋章（全1巻） - 『コミック電撃大王』掲載。
- MAGIC URZA & MISHRA（全1巻） - 第1話は『ハイパーコロコロ』夏号、第2話は『別冊コロコロコミック』、それ以降は『コミックGOTTA』（ - ガッタ）に掲載。第1部にあたるところで連載終了している。
- ネコの王（全5巻） - 『月刊サンデージェネックス』掲載。
- 星界の戦旗 絆のかたち（全1巻） - 『コミック電撃大王』掲載。
- G-onらいだーす （全1巻）- 『コミック電撃大王』掲載。
- ROOTねこねこ（全1巻） - 『電撃帝王』掲載。
- そらのカナタの!（全4巻） - 『月刊コミックラッシュ』掲載。「第一部完」として連載終了しており未完。
- おねがいマイメロディ 〜くるくるシャッフル!〜（全2巻） - 「おの♪としひろ」名義。同名アニメのアンソロジーコミック。第1巻、第2巻ともに小野の作品が収録されている。
- オーク年代記 カパックの冒険 - 『RPGコミック』創刊号〜8号掲載。発行元・翔企画。休刊により未完。
- 宇宙ショーへようこそ - 『コミック電撃大王』掲載。
- 激闘！タミヤRC　Fー１グランプリ - 『RCカーグランプリハンドブック』掲載。
- 爆走RCカー日記 - 『RCカー爆走マニュアル』１〜２掲載。
- 知力で走れ！ミニ四駆 - 『ミニ四駆快速マニュアル』１〜３掲載。

#### 挿絵
- カラーズ（作：和智正喜）
- 熱死戦線ビットウォーズ（作：葛西伸哉）
- ガンドライバー―遺産（ザ・レガシィ）（作：たかしげ宙）

#### アニメ
- キディ・グレイド 第19話アイキャッチイラスト

### 上連雀三平名義
漫画
- 『アナルジャスティス』 1997年5月、フランス書院〈Xコミックス〉（全1巻）
  - 『アナルジャスティス 〜肉棒射精編〜』 2002年7月、フランス書院〈Xコミックス〉（全1巻）
- 『飲尿女神1』 2002年7月発売、ワニマガジン社〈ワニマガジンコミックススペシャル〉（全2巻だが、2巻分は現行の紛失があって雑誌掲載分から漫画図書館Zで配信された）
- 『となりの精液さん』 2006年8月25日発行[6]、茜新社〈TENMA COMICS〉（全1巻） - 『COMICバニラ』掲載。
- 『わたしを有明へつれてって!』 2008年2月15日発行[7]、茜新社〈TENMA COMICS〉（全1巻）
- 『もほらぶ』 2009年2月27日発売[8]、茜新社〈TENMA COMICS〉、ISBN 978-4-86349-049-9（全1巻）
- 『アナルエンジェル』 2010年10月29日発売[9]、三和出版〈サンワコミックス〉（全1巻） - 『コミック・マショウ』掲載。
- 『やまとなでシコ』 2011年4月28日発行[10]、茜新社〈TENMACOMICS RIN〉（全1巻）

挿絵
- 『修正報告 銀河ツンデレ伝説』 2005年11月、著：みやも、二見書房〈二見ブルーベリー〉

雑誌・アンソロジー収録連作
- 肉の天使舞い降りて（『となりの精液さん』収録）

### その他の名義
斉藤まゆり名義・さいとうまゆり名義
- 寸止めまんがへの道 - 『電撃萌王』Volume00 コミケット61の巻。おなじみという見出しの下で、謎の美少女漫画家登場！（笑）と記載。
- ママ・グレード - 『電撃萌王』Volume01〜04連載。「現役女子高生マンガ家 さいとうまゆり」と記載。

鈴木柾道名義
- 宇宙のよめ - 『COMIC 零式』Vol.3掲載。『零式セレクション1』に収録。

グルマン笹塚
- 『COMIC Zip』1999年10月号掲載。上連雀三平名義にバツ印を付けてグルマン笹塚名義を併記。

ジンバブエ伊東
- 『COMIC Zip』2000年2月号掲載。